# Dějiny Srí Lanky

Státní znak Srílanské demokratické socialistické republiky

Dějiny Srí Lanky jsou dějinami území Srílanské demokratické socialistické republiky, která se nachází na ostrově Cejlon. Obě klíčová etnika ostrova, Sinhálci a Tamilové, na něj přišla z Indie. Obě vyznávala nejprve hinduismus, ovšem Sinhálci zhruba ve 3. století př. n. l. přijali buddhismus. Nejstarší stát, království Anuradhápura, vznikl ve 2. století př. n. l. Svůj vrchol prožilo ve 12. století, na jeho konci však zaniklo. Srí Lanka se pak rozpadla na menší knížectví a vzdálila se od sebe také etnika Tamilů a Sinhálců. V 16. století byl ostrov kolonizován Evropany, nejprve Portugalci, později Nizozemci a nakonec Brity. Roku 1948 stát získal nezávislost, zároveň však snaha Sinhálců učinit jej národním vedla k etnickém konfliktu s Tamily, ten naplno propukl roku 1983. V roce 2009 byli tamilští separatisté poraženi.

## Osídlení
Ostrov byl osídlen patrně již v pravěku z Indie, kdy existovalo mezi Indií a Srí Lankou i pevninské spojení. V 6.–5. století př. n. l. začaly ve velkém na ostrov migrovat z Indického subkontinentu kmeny hovořící indoárijskými jazyky (a to přesto, že takové kmeny v současnosti obývají severní a nikoli jižní část Indie). K tomuto období již existují dva vzácné historické prameny, kronika Dípavansa (Ostrovní rodokmen) sepsaná v 5. století a Mahávansa (Velký rodokmen) ze 4. století. Obě kroniky jsou psané v literárním jazyce páli. Historici však za historicky hodnověrné považují až údaje z období od 3. století př. n. l., starší údaje jsou považovány spíše za legendy. K legendám patří i praotec Sinhálců Vidžaja. Jeho předek prý vznikl ze spojení lva (sanskrtsky sinha) a bengálské princezny. Podle toho vznikl název hlavního srílanského etnika Sinhálců („Lví plémě“). K nejstarším sídlům patřila Anuradhápura.

## Příchod buddhismu
Nejstarší kroniky také hovoří o zavedení buddhismu, který měli přinést vyslanci maurjovského císaře Ašóky. V klášteře Mahávihára v Anurádhapuře buddhisté dodnes uctívají strom, který byl tehdy zasazen, a který má být odnoží stromu, pod nímž Buddha dosáhl osvícení. K nejstarším stavbám patří krom buddhistických klášterů a stúp i zavlažovací systémy. Buddhismus se stal významnou kulturotvornou silou Srí Lanky. Od 1. století př. n. l. existují historické prameny o dějinách srílanského buddhismu, které ukazují, že krom duchovních otázek se mniši intenzivně věnovali jazykovědě a sepsali několik učebnic a gramatik jazyka páli. Postupně se prosadil buddhismus théravádový. Problém však byl, že buddhismus přijali především Sinhálci. Druhé významné etnikum na ostrově, Tamilové, si podrželi původní hinduismus. Tím byl založen jeden z budoucích vleklých problémů země.

## Království Anurádhapura
Státní dějiny jsou evidovány od 2. století př. n. l. První státní útvar je znám jako Království Anurádhapura. O území ostrova však musela dynastie svádět boje, především s jihoindickou tamilskou dynastií Čolů. Z ostrova Čóly vyhnal až král Vidžajabáhu v 11. století, když využil čólských vnitřních rozporů. Vidžajabáhu patří k nejvýznamnějším panovníkům srílanských dějin a zapsal se do nich mj. tím, že vytvořil nové hlavní město Polonnaruwa. Byla jím zhruba dvě stě let. K nejvýznamnějším králům, který zde sídlil, patřil Parákramabáhu (vládl 1153–1186). Podřídil si i jižní Indii, Barmu a Kambodžu. Zejména dobytí Barmy bylo rozhodující pro ovládnutí obchodních cest a přineslo Srí Lance prosperitu. Ke klíčovým artiklům patřily sloni a hedvábí. Parákramabáhu též velmi podporoval rozvoj literatury, architektury a sochařství. Tím proslul i jeho nástupce Niššankamalla (1187–1196), po jeho smrti však došlo k rychlému úpadku. Království se rozpadlo, výstavní město bylo opuštěno a pohltila ho džungle.
Vzniklo pak několik menších království, k nejvýznamnějším patřilo tamilské království Jaffny (s centrem v Jápané). V této době se Sinhálci přesunuli ve velkém na jih ostrova, zatímco Tamilové zůstali na severu. To vedlo k etnickému rozdělení a kulturnímu vzdálení se obou klíčových etnik.

## Kolonizace
V 16. století dorazili ke břehům Srí Lanky Portugalci. Prvním Evropanem, který se zde vylodil, byl roku 1505 Lourenço de Almeida. Politicky rozdrobený ostrov se stal snadnou kořistí portugalské kolonizace. Nejdéle si nezávislost udrželo obtížně dostupné území uprostřed ostrova, Kandyjské království. Portugalci přivezli i zástup křesťanských misionářů, kteří velmi úspěšně působili na pobřeží. Buddhisté se tak začali stahovat do středu ostrova. Kandyjské království se na příštích tři sta let stalo pevností srílanského buddhismu. Portugalce v roce 1656 vytlačili Nizozemci, roku 1802 pak Britové. Ti roku 1815 dobyli i Kandu a ostrov tak po stovkách let sjednotili. Britové ovlivnili zejména hospodářskou základnu ostrova, zavedli pěstování kávy, čaje, kaučuku a kokosových palem. Britská nadvláda ovšem ovlivnila i etnickou strukturu, neboť za ní začal dovoz levné pracovní síly, což znamenalo především příchod dalších Tamilů z Indie a posilování této komunity na ostrově.

## Nezávislost
První vyjednávání s Brity o nezávislosti začali Srílančané mezi světovými válkami. Roku 1948 se ostrov stal dominiem v rámci britského Commonwealthu. Nová vláda musela řešit především problém potravin, kterých byl nedostatek. Zahájila tudíž kolonizaci severovýchodu ostrova, což však zvýšilo etnické napětí. Oblast považovali za svou posvátnou půdu Tamilové (sídlilo v něm starověké království Jápané) a vládní program považovali za vpád Sinhálců na ní. Další jiskra napětí byla vykřesána poté, co vláda přijala zákon o občanství, který odmítl udělit občanství řadě Tamilů, kteří na ostrov přišli jako dělníci na plantáže Britů. Souběžně s tím rostl i nacionalismus sinhálský. Žádal uzákonění buddhismu jako státního náboženství a ustavení sinhálštiny jako jediného úředního jazyka. Vláda dominia na to reagovala důrazem na sekulární stát, což ovšem neuspokojovalo žádnou ze skupin.

## Etnický konflikt
Sinhálští nacionalisté, vedení Solomonem W. R. D. Bandáranájakou, se dostali k moci roku 1956. Zákon o státním jazyku (jímž se stala sinhálština) se stal rozbuškou konfliktu. Na severu země se Tamilové střetli se srílanskou armádou. V 70. letech přišel další vrchol napětí poté, co byl přijat zákon omezující počet tamilských studentů na vysokých školách. Nová ústava navíc přejmenovala zemi na Srí Lanku a dala zvláštní důraz na buddhismus. Výsledkem byly další tamilské nepokoje a vznik teroristické organizace Tygři osvobození tamilského Ílamu (1976), obvykle zvané Tamilští tygři, vedené Vélupillaijem Prabhákaranou. Od té doby se vrací pravidelně eskalace napětí. K nejhorším patřila ta z roku 1983, kdy na tamilský útok odpověděli Sinhálci pogromy na Tamily v hlavním městě Kolombu. Velká pozornost mezinárodních médií vzbudila velký ohlas v sousední hinduistické Indii, která od té doby začala Tamily a jejich odboj silně podporovat. V roce 1987 Indie dokonce oficiálně pohrozila vojenskou intervencí v tamilský prospěch. Podpora Indie dodala Tamilům prostředky, zbraně i sebevědomí a výsledkem byla 26letá občanská válka. V roce 1990 se zdálo, že se jí podařilo ukončit, ale roku 1995 Tamilové obnovili boje. Mohutná ofenzíva centrální vlády porazila tamilskou guerillu roku 2009. Zejména v závěru války se mělo odehrát i několik válečných zločinů, o jejichž vyšetření se vede politický boj dodnes. Ještě před koncem bojů země dostala další ránu, když roku 2004 zemětřesení a následné cunami zabilo 35 000 lidí.